# Shelton (Waszyngton)
Shelton – miasto w Stanach Zjednoczonych, w stanie Waszyngton, siedziba administracyjna hrabstwa Mason.